# Lapwai
Lapwai – miasto w Stanach Zjednoczonych, w stanie Idaho, w hrabstwie Nez Perce.